# Ansager Stemmeværk
Ansager Stemmeværk var et stemmeværk der lå i Varde Å ca. 300 m nedstrøms fra sammenløbet af Grindsted og Ansager åer. 
Vandet var opstemmet så det kunne ledes til Karlsgårde Sø og vandkraftværket Karlsgårdeværket, via Ansager Kanal. Det af opstemningen påvirkede område kaldtes Ansager Sø.
Flodemålet ved stemmeværket var fastsat til kote 14,90 m DVR90.
I forbindelse med et naturgenopretningsprojekt blev Ansager Stemmeværk nedlagt, Ansager Kanal lukket og genopfyldt , og vandet ført tilbage til Varde Å. Arbejdet blev afsluttet, og genslyngningen af Varde Å indviet af daværende miljøminister Karen Ellemann den 29 juni 2010.

## Eksterne kilder og henvisninger
1. ↑  Genslyngningen af Varde Å afsluttet (Webside ikke længere tilgængelig)

- Varde Å & Ansager Kanal (Webside ikke længere tilgængelig) på Snæbel-projektet Arkiveret 19. februar 2014 hos  Wayback Machine, der er Danmarks største naturgenopretning siden Skjern Å
- Varde Å får 35 nye sving Arkiveret 19. august 2016 hos  Wayback Machine

55°42′33.72″N 8°42′46.46″Ø / 55.7093667°N 8.7129056°Ø